# Оравка
Оравка (словац. Orávka, угор. Kacagópuszta) — село, громада в окрузі Рімавська Собота, Банськобистрицький край, Словаччина. Кадастрова площа громади — 7,19 км². Населення — 172 особи (за оцінкою на 31 грудня 2017 р.).
Перша згадка 1922 року.

## Населення
| Рік:            | 1994. | 2004.   | 2014.   | 2024.   |
| --------------- | ----- | ------- | ------- | ------- |
| Кількість осіб: | 188   | 174     | 165     | 152     |
| Різниця:        |       | -7,44 % | -5,17 % | -7,87 % |

| Рік:            | 2023. | 2024.   |
| --------------- | ----- | ------- |
| Кількість осіб: | 157   | 152     |
| Різниця:        |       | -3,18 % |